# Isochaetes
Az Isochaetes a rovarok (Insecta) osztályának a lepkék (Lepidoptera) rendjébe, ezen belül a csigalepkefélék (Limacodidae) családjába tartozó nem.

## Rendszerezés
A nembe az alábbi fajok tartoznak (a lista hiányos):
- Isochaetes beutenmuelleri (H. Edwards, 1889)
- Isochaetes dwagsi Corrales & Epstein, 2004
- Isochaetes heevansi Epstein, 2004
- Isochaetes kenjii Corrales & Epstein, 2004
- Isochaetes tapantiensis Corrales & Epstein, 2004

## Fordítás
- Ez a szócikk részben vagy egészben  az   Isochaetes című angol Wikipédia-szócikk ezen változatának fordításán alapul.  Az eredeti cikk szerkesztőit annak laptörténete sorolja fel. Ez a jelzés csupán a megfogalmazás eredetét és a szerzői jogokat jelzi, nem szolgál a cikkben szereplő információk forrásmegjelöléseként.